# Llista de topònims de Quart
Llista de topònims (noms propis de lloc) del municipi de Quart, al Gironès
Informació actualitzada per un bot. Els canvis manuals es perdran quan s'actualitzi!

## cabana
| imatge | Nom                  | Ubicat a | instància de | Detalls | coordenades                                                         | Protecció | Commons (més fotos) | Dades a WD                    |
| ------ | -------------------- | -------- | ------------ | ------- | ------------------------------------------------------------------- | --------- | ------------------- | ----------------------------- |
|        | barraca d'en Boi     | Quart    | cabana       |         | 41° 56′ 56″ N, 2° 56′ 10″ E / 41.9488221678296°N,2.93623614693686°E |           |                     | Modifica les dades a Wikidata |
|        | barraca d'en Cotorro | Quart    | cabana       |         | 41° 56′ 34″ N, 2° 55′ 50″ E / 41.9427123482388°N,2.93064458060809°E |           |                     | Modifica les dades a Wikidata |

## curs d'aigua
| imatge | Nom    | Ubicat a                                                                           | instància de | Detalls                                    | coordenades                                                                                              | Protecció | Commons (més fotos) | Dades a WD                    |
| ------ | ------ | ---------------------------------------------------------------------------------- | ------------ | ------------------------------------------ | --- | --------- | ------------------- | ----------------------------- |
|        | Celrè  | Quart                                                                              | curs d'aigua | Desemboca: Onyar                           | 41° 59′ 08″ N, 2° 53′ 46″ E / 41.98559°N,2.896228°E 41° 57′ 17″ N, 2° 50′ 20″ E / 41.954609°N,2.83891°E  |           |                     | Modifica les dades a Wikidata |
|        | Onyar  | província de Girona Comarques gironines                                            | curs d'aigua | Desemboca: Ter Llarg: 34km Conca: 340.9km² | 41° 58′ 14″ N, 2° 50′ 22″ E / 41.970555555556°N,2.8394444444444°E                                        |           | Onyar               | Modifica les dades a Wikidata |
|        | Rissec | Quart Sant Martí Vell Madremanya Cruïlles, Monells i Sant Sadurní de l'Heura Corçà | curs d'aigua | Desemboca: Daró                            | 41° 58′ 27″ N, 2° 53′ 43″ E / 41.974268°N,2.89536°E 41° 59′ 22″ N, 3° 02′ 32″ E / 41.989416°N,3.042146°E |           | Rissec              | Modifica les dades a Wikidata |

## entitat singular de població
| imatge | Nom                     | Ubicat a | instància de                                                                   | Detalls  | coordenades                                                                  | Protecció | Commons (més fotos)                       | Dades a WD                    |
| ------ | ----------------------- | -------- | ------------------------------------------------------------------------------ | -------- | ---------------------------------------------------------------------------- | --------- | ----------------------------------------- | ----------------------------- |
|        | Castellar de la Selva   | Quart    | entitat singular de població ens local històric de Catalunya                   | 12 hab   | 41° 56′ 25″ N, 2° 50′ 31″ E / 41.9403°N,2.84194°E 224 msnm                   |           | Castellar de la Selva                     | Modifica les dades a Wikidata |
|        | Montnegre               | Quart    | entitat singular de població                                                   | 8 hab    | 41° 57′ 23″ N, 2° 55′ 56″ E / 41.9563045067415°N,2.93228295254599°E 308 msnm |           |                                           | Modifica les dades a Wikidata |
|        | Palol d'Onyar           | Quart    | entitat singular de població ens local històric de Catalunya                   | 871 hab  | 41° 57′ 15″ N, 2° 50′ 34″ E / 41.954111111111°N,2.8427777777778°E 102 msnm   |           | Palol d'Onyar                             | Modifica les dades a Wikidata |
|        | Quart                   | Quart    | entitat singular de població ens local històric de Catalunya capital municipal | 2919 hab | 41° 56′ 23″ N, 2° 50′ 20″ E / 41.939805°N,2.838776°E 91 msnm                 |           |                                           | Modifica les dades a Wikidata |
|        | Sant Mateu de Montnegre | Quart    | entitat singular de població ens local històric de Catalunya                   | 43 hab   | 41° 56′ 53″ N, 2° 54′ 17″ E / 41.947922532723°N,2.9047693954354°E 364 msnm   |           | Sant Mateu de Montnegre (populated place) | Modifica les dades a Wikidata |
|        | la Creueta              | Quart    | entitat singular de població                                                   | 246 hab  | 41° 57′ 53″ N, 2° 50′ 22″ E / 41.96472222°N,2.83944444°E 79 msnm             |           | La Creueta                                | Modifica les dades a Wikidata |

## església
| imatge | Nom                                 | Ubicat a | instància de | Detalls                             | coordenades                                                                | Protecció                                  | Commons (més fotos)                 | Dades a WD                    |
| ------ | ----------------------------------- | -------- | ------------ | ----------------------------------- | -------------------------------------------------------------------------- | ------------------------------------------ | ----------------------------------- | ----------------------------- |
|        | Mare de Déu de Montnegre            | Quart    | església     | Estil: arquitectura romànica        | 41° 57′ 20″ N, 2° 55′ 57″ E / 41.955486111111°N,2.9324333333333°E 305 msnm | bé integrant del patrimoni cultural català | Església de Montnegre (Quart)       | Modifica les dades a Wikidata |
|        | Sant Martí de Castellar de la Selva | Quart    | església     | Estil: arquitectura barroca         | 41° 56′ 57″ N, 2° 52′ 10″ E / 41.949063°N,2.869466°E 227 msnm              | bé integrant del patrimoni cultural català | Sant Martí de Castellar de la Selva | Modifica les dades a Wikidata |
|        | Sant Mateu de Montnegre             | Quart    | església     | Estil: arquitectura popular         | 41° 56′ 46″ N, 2° 54′ 12″ E / 41.94607°N,2.903235°E 365 msnm               | bé integrant del patrimoni cultural català | Sant Mateu de Montnegre             | Modifica les dades a Wikidata |
|        | Sant Sadurní de Palol d'Onyar       | Quart    | església     | Estil: arquitectura del Renaixement | 41° 57′ 23″ N, 2° 51′ 03″ E / 41.956377°N,2.850802°E 126 msnm              | bé integrant del patrimoni cultural català | Sant Sadurní de Palol d'Onyar       | Modifica les dades a Wikidata |
|        | Santa Margarida de Quart            | Quart    | església     |                                     | 41° 56′ 26″ N, 2° 50′ 45″ E / 41.9405°N,2.84578°E                          | bé integrant del patrimoni cultural català | Santa Margarida de Quart            | Modifica les dades a Wikidata |

## granja
| imatge | Nom                   | Ubicat a | instància de | Detalls | coordenades                                                         | Protecció | Commons (més fotos) | Dades a WD                    |
| ------ | --------------------- | -------- | ------------ | ------- | ------------------------------------------------------------------- | --------- | ------------------- | ----------------------------- |
|        | Granges de la Roureda | Quart    | granja       |         | 41° 56′ 49″ N, 2° 49′ 53″ E / 41.9468427112756°N,2.83142012532984°E |           |                     | Modifica les dades a Wikidata |
|        | Granja Serra Negra    | Quart    | granja       |         | 41° 56′ 18″ N, 2° 51′ 30″ E / 41.938268760598°N,2.8584519178472°E   |           |                     | Modifica les dades a Wikidata |

## masia
| imatge | Nom                   | Ubicat a | instància de     | Detalls                                                      | coordenades                                                                                  | Protecció                                  | Commons (més fotos) | Dades a WD                    |
| ------ | --------------------- | -------- | ---------------- | ------------------------------------------------------------ | -------------------------------------------------------------------------------------------- | ------------------------------------------ | ------------------- | ----------------------------- |
|        | Ca l'Andalt           | Quart    | masia            |                                                              | 41° 57′ 31″ N, 2° 51′ 01″ E / 41.9585234239226°N,2.85016541975916°E                          |                                            |                     | Modifica les dades a Wikidata |
|        | Ca l'Angeleta         | Quart    | masia            |                                                              | 41° 56′ 43″ N, 2° 50′ 35″ E / 41.9453820140767°N,2.84299374106452°E                          |                                            |                     | Modifica les dades a Wikidata |
|        | Ca l'Avellaneda       | Quart    | masia            |                                                              | 41° 57′ 36″ N, 2° 50′ 15″ E / 41.9601094327418°N,2.83752736018427°E                          |                                            |                     | Modifica les dades a Wikidata |
|        | Ca l'Eina             | Quart    | masia            |                                                              | 41° 56′ 54″ N, 2° 50′ 19″ E / 41.9484201270808°N,2.83854637332642°E                          |                                            |                     | Modifica les dades a Wikidata |
|        | Ca l'Elvira           | Quart    | masia            |                                                              | 41° 55′ 48″ N, 2° 50′ 42″ E / 41.9300912378383°N,2.84498520964374°E                          |                                            |                     | Modifica les dades a Wikidata |
|        | Ca l'Àguila           | Quart    | masia            |                                                              | 41° 55′ 47″ N, 2° 50′ 55″ E / 41.9297719659996°N,2.84871297600791°E                          |                                            |                     | Modifica les dades a Wikidata |
|        | Ca la Muga            | Quart    | masia            |                                                              | 41° 55′ 55″ N, 2° 50′ 53″ E / 41.9318246917346°N,2.84809297098314°E                          |                                            |                     | Modifica les dades a Wikidata |
|        | Ca la Paula           | Quart    | masia            |                                                              | 41° 55′ 51″ N, 2° 51′ 02″ E / 41.9307202636058°N,2.8506888452629°E                           |                                            |                     | Modifica les dades a Wikidata |
|        | Ca les Quimes         | Quart    | masia            |                                                              | 41° 56′ 22″ N, 2° 51′ 34″ E / 41.93931°N,2.85939°E                                           |                                            |                     | Modifica les dades a Wikidata |
|        | Ca n'Estivalca        | Quart    | masia            |                                                              | 41° 57′ 40″ N, 2° 54′ 32″ E / 41.9610169573415°N,2.90901209088224°E                          |                                            |                     | Modifica les dades a Wikidata |
|        | Cal Barrombo          | Quart    | masia            |                                                              | 41° 56′ 14″ N, 2° 53′ 38″ E / 41.9372353011628°N,2.89402762180202°E                          |                                            |                     | Modifica les dades a Wikidata |
|        | Cal Bisbe             | Quart    | masia            |                                                              | 41° 57′ 35″ N, 2° 51′ 58″ E / 41.959592638391°N,2.8661376981821°E                            |                                            |                     | Modifica les dades a Wikidata |
|        | Cal Fusteret          | Quart    | masia            |                                                              | 41° 55′ 51″ N, 2° 50′ 58″ E / 41.9307276481464°N,2.84944647834728°E                          |                                            |                     | Modifica les dades a Wikidata |
|        | Cal Rei del Castellar | Quart    | masia            |                                                              | 41° 56′ 53″ N, 2° 52′ 09″ E / 41.9479817461138°N,2.86916819466831°E                          |                                            |                     | Modifica les dades a Wikidata |
|        | Cal Ros               | Quart    | masia            |                                                              | 41° 56′ 40″ N, 2° 51′ 45″ E / 41.9443170598037°N,2.86237147290235°E                          |                                            |                     | Modifica les dades a Wikidata |
|        | Cal Veí               | Quart    | masia            |                                                              | 41° 56′ 06″ N, 2° 50′ 54″ E / 41.9350133012957°N,2.84825427921733°E                          |                                            |                     | Modifica les dades a Wikidata |
|        | Can Bailó             | Quart    | masia            |                                                              | 41° 55′ 53″ N, 2° 50′ 35″ E / 41.9313047078812°N,2.84318507004043°E                          |                                            |                     | Modifica les dades a Wikidata |
|        | Can Bancells          | Quart    | masia            |                                                              | 41° 58′ 00″ N, 2° 53′ 42″ E / 41.9666791822976°N,2.8949443146506°E                           |                                            |                     | Modifica les dades a Wikidata |
|        | Can Barraca           | Quart    | masia            |                                                              | 41° 56′ 42″ N, 2° 51′ 54″ E / 41.9450496988996°N,2.86497579629428°E                          |                                            |                     | Modifica les dades a Wikidata |
|        | Can Bartomeu          | Quart    | masia            |                                                              | 41° 55′ 58″ N, 2° 50′ 31″ E / 41.9328703100774°N,2.84203534046387°E                          |                                            |                     | Modifica les dades a Wikidata |
|        | Can Begur             | Quart    | masia            |                                                              | 41° 55′ 49″ N, 2° 51′ 01″ E / 41.9302064551206°N,2.85036438163343°E                          |                                            |                     | Modifica les dades a Wikidata |
|        | Can Bertran           | Quart    | masia            |                                                              | 41° 58′ 26″ N, 2° 54′ 05″ E / 41.9738362917707°N,2.90146230502749°E                          |                                            |                     | Modifica les dades a Wikidata |
|        | Can Bruguera          | Quart    | masia            |                                                              | 41° 56′ 58″ N, 2° 51′ 45″ E / 41.9494239164606°N,2.8623966842032°E                           |                                            |                     | Modifica les dades a Wikidata |
|        | Can Cava-roques       | Quart    | masia            |                                                              | 41° 56′ 21″ N, 2° 56′ 12″ E / 41.9392391592654°N,2.93655933906101°E                          |                                            |                     | Modifica les dades a Wikidata |
|        | Can Colom             | Quart    | masia            |                                                              | 41° 56′ 14″ N, 2° 53′ 50″ E / 41.9371480854437°N,2.89716410967499°E                          |                                            |                     | Modifica les dades a Wikidata |
|        | Can Coral             | Quart    | masia            |                                                              | 41° 56′ 07″ N, 2° 51′ 02″ E / 41.9352955475947°N,2.85056961172917°E                          |                                            |                     | Modifica les dades a Wikidata |
|        | Can Costa             | Quart    | masia            |                                                              | 41° 57′ 02″ N, 2° 54′ 43″ E / 41.950630303869°N,2.9120045371078°E 303 msnm                   |                                            |                     | Modifica les dades a Wikidata |
|        | Can Faust             | Quart    | masia            |                                                              | 41° 57′ 25″ N, 2° 49′ 56″ E / 41.956846289612°N,2.8323573686385°E                            |                                            |                     | Modifica les dades a Wikidata |
|        | Can Fusinya           | Quart    | masia            |                                                              | 41° 56′ 10″ N, 2° 50′ 58″ E / 41.9362486698032°N,2.84934905536531°E                          |                                            |                     | Modifica les dades a Wikidata |
|        | Can Gall              | Quart    | masia            |                                                              | 41° 57′ 21″ N, 2° 52′ 48″ E / 41.9559104652193°N,2.87996347074778°E                          |                                            |                     | Modifica les dades a Wikidata |
|        | Can Garreny           | Quart    | masia            |                                                              | 41° 56′ 31″ N, 2° 55′ 34″ E / 41.9418808198944°N,2.92598887316985°E                          |                                            |                     | Modifica les dades a Wikidata |
|        | Can Goi d'Onyar       | Quart    | masia            |                                                              | 41° 56′ 10″ N, 2° 49′ 26″ E / 41.936118412366°N,2.8239678812344°E                            |                                            |                     | Modifica les dades a Wikidata |
|        | Can Guilla            | Quart    | masia            |                                                              | 41° 57′ 36″ N, 2° 53′ 49″ E / 41.95986287445°N,2.89691038834137°E                            |                                            |                     | Modifica les dades a Wikidata |
|        | Can Jaques            | Quart    | masia            |                                                              | 41° 57′ 25″ N, 2° 56′ 05″ E / 41.9568193637861°N,2.93482845372294°E                          |                                            |                     | Modifica les dades a Wikidata |
|        | Can Jaume             | Quart    | masia            |                                                              | 41° 57′ 21″ N, 2° 52′ 40″ E / 41.9557190842341°N,2.87784015048224°E                          |                                            |                     | Modifica les dades a Wikidata |
|        | Can Lliure            | Quart    | masia            |                                                              | 41° 58′ 02″ N, 2° 51′ 57″ E / 41.9671260697544°N,2.86571364323867°E                          |                                            |                     | Modifica les dades a Wikidata |
|        | Can Marcó del Clot    | Quart    | masia            |                                                              | 41° 58′ 10″ N, 2° 52′ 50″ E / 41.969515888124°N,2.880599542239°E                             |                                            |                     | Modifica les dades a Wikidata |
|        | Can Masacs            | Quart    | masia            |                                                              | 41° 57′ 52″ N, 2° 50′ 20″ E / 41.9643534890597°N,2.83886819268274°E                          |                                            |                     | Modifica les dades a Wikidata |
|        | Can Mascort           | Quart    | masia            |                                                              | 41° 57′ 51″ N, 2° 51′ 47″ E / 41.964258717843°N,2.86299230306101°E                           |                                            |                     | Modifica les dades a Wikidata |
|        | Can Morató            | Quart    | masia            |                                                              | 41° 57′ 49″ N, 2° 52′ 30″ E / 41.9635699356905°N,2.8750374838141°E                           |                                            |                     | Modifica les dades a Wikidata |
|        | Can Noguer            | Quart    | masia            |                                                              | 41° 56′ 40″ N, 2° 50′ 14″ E / 41.9444913422878°N,2.83724128344514°E                          |                                            |                     | Modifica les dades a Wikidata |
|        | Can Pagès             | Quart    | masia            |                                                              | 41° 56′ 09″ N, 2° 50′ 02″ E / 41.9358220182333°N,2.83387373487525°E                          |                                            |                     | Modifica les dades a Wikidata |
|        | Can Paiet             | Quart    | masia            |                                                              | 41° 56′ 46″ N, 2° 55′ 22″ E / 41.946134785461°N,2.9228687146276°E                            |                                            |                     | Modifica les dades a Wikidata |
|        | Can Pairoli           | Quart    | masia            |                                                              | 41° 56′ 55″ N, 2° 50′ 29″ E / 41.948595039817°N,2.84126056021767°E                           |                                            |                     | Modifica les dades a Wikidata |
|        | Can Perenou           | Quart    | masia            |                                                              | 41° 56′ 47″ N, 2° 51′ 01″ E / 41.9464905201004°N,2.8502418567154°E                           |                                            |                     | Modifica les dades a Wikidata |
|        | Can Pericot           | Quart    | masia            |                                                              | 41° 56′ 57″ N, 2° 50′ 53″ E / 41.9492798614043°N,2.84814805838176°E                          |                                            |                     | Modifica les dades a Wikidata |
|        | Can Peçoles           | Quart    | masia            |                                                              | 41° 57′ 56″ N, 2° 50′ 12″ E / 41.9654850734303°N,2.83656031513744°E                          |                                            |                     | Modifica les dades a Wikidata |
|        | Can Pujades           | Quart    | masia            |                                                              | 41° 57′ 38″ N, 2° 56′ 01″ E / 41.960552204582°N,2.9337117729076°E                            |                                            |                     | Modifica les dades a Wikidata |
|        | Can Quelic            | Quart    | masia            |                                                              | 41° 56′ 38″ N, 2° 50′ 33″ E / 41.94388608854°N,2.84240626894868°E                            |                                            |                     | Modifica les dades a Wikidata |
|        | Can Quintaneta        | Quart    | masia            |                                                              | 41° 56′ 37″ N, 2° 55′ 32″ E / 41.9434838188553°N,2.92567335395505°E                          |                                            |                     | Modifica les dades a Wikidata |
|        | Can Ramon             | Quart    | masia            |                                                              | 41° 56′ 58″ N, 2° 50′ 18″ E / 41.9494647529595°N,2.83843515079251°E                          |                                            |                     | Modifica les dades a Wikidata |
|        | Can Riera             | Quart    | masia            |                                                              | 41° 57′ 15″ N, 2° 56′ 03″ E / 41.9541979777301°N,2.93408302760788°E                          |                                            |                     | Modifica les dades a Wikidata |
|        | Can Romà              | Quart    | masia            |                                                              | 41° 55′ 52″ N, 2° 50′ 56″ E / 41.9310333073294°N,2.84901153822087°E                          |                                            |                     | Modifica les dades a Wikidata |
|        | Can Rossa             | Quart    | masia            |                                                              | 41° 56′ 50″ N, 2° 50′ 35″ E / 41.9473274487332°N,2.84297690295129°E                          |                                            |                     | Modifica les dades a Wikidata |
|        | Can Rovira            | Quart    | masia            |                                                              | 41° 57′ 21″ N, 2° 51′ 06″ E / 41.9559404426043°N,2.85166770364978°E                          |                                            |                     | Modifica les dades a Wikidata |
|        | Can Salgueda Nou      | Quart    | masia            |                                                              | 41° 58′ 05″ N, 2° 54′ 23″ E / 41.9681300952247°N,2.90631064895414°E                          |                                            |                     | Modifica les dades a Wikidata |
|        | Can Salgueda Vell     | Quart    | masia            |                                                              | 41° 57′ 58″ N, 2° 54′ 28″ E / 41.9661138622722°N,2.90788248497453°E                          |                                            |                     | Modifica les dades a Wikidata |
|        | Can Salip             | Quart    | masia            |                                                              | 41° 57′ 31″ N, 2° 52′ 31″ E / 41.9584724408768°N,2.8753249812546°E                           |                                            |                     | Modifica les dades a Wikidata |
|        | Can Salvi             | Quart    | masia            |                                                              | 41° 56′ 07″ N, 2° 50′ 55″ E / 41.935373953053°N,2.84854292486217°E                           |                                            |                     | Modifica les dades a Wikidata |
|        | Can Serra             | Quart    | masia            |                                                              | 41° 57′ 01″ N, 2° 50′ 40″ E / 41.950238686618°N,2.84448998937677°E                           |                                            |                     | Modifica les dades a Wikidata |
|        | Can Soldat            | Quart    | masia            |                                                              | 41° 58′ 11″ N, 2° 53′ 15″ E / 41.9696263840747°N,2.88755325355815°E                          |                                            |                     | Modifica les dades a Wikidata |
|        | Can Tomàs Vidal       | Quart    | masia            |                                                              | 41° 56′ 01″ N, 2° 51′ 03″ E / 41.9337016839495°N,2.85082663845607°E                          |                                            |                     | Modifica les dades a Wikidata |
|        | Can Tries             | Quart    | masia            |                                                              | 41° 57′ 21″ N, 2° 52′ 21″ E / 41.9557581719011°N,2.87237401144092°E                          |                                            |                     | Modifica les dades a Wikidata |
|        | Can Valls             | Quart    | masia            |                                                              | 41° 57′ 26″ N, 2° 55′ 25″ E / 41.9572177883282°N,2.92366640139235°E                          |                                            |                     | Modifica les dades a Wikidata |
|        | Can Vinyoles          | Quart    | masia            |                                                              | 41° 57′ 34″ N, 2° 54′ 12″ E / 41.9595621291434°N,2.90320989197987°E                          |                                            |                     | Modifica les dades a Wikidata |
|        | Can Vinyoles Nou      | Quart    | masia            |                                                              | 41° 57′ 16″ N, 2° 54′ 16″ E / 41.9543211871359°N,2.90437616720786°E                          |                                            |                     | Modifica les dades a Wikidata |
|        | Can Viola             | Quart    | masia            |                                                              | 41° 58′ 28″ N, 2° 53′ 24″ E / 41.9744652486886°N,2.88988630281582°E                          |                                            |                     | Modifica les dades a Wikidata |
|        | Can Xacó              | Quart    | masia            |                                                              | 41° 55′ 57″ N, 2° 50′ 52″ E / 41.9324727938696°N,2.84780194579676°E                          |                                            |                     | Modifica les dades a Wikidata |
|        | Mas Cartellà          | Quart    | masia            |                                                              | 41° 56′ 14″ N, 2° 50′ 49″ E / 41.9371820991498°N,2.84687397153805°E                          |                                            |                     | Modifica les dades a Wikidata |
|        | Mas Casagran          | Quart    | masia            |                                                              | 41° 57′ 22″ N, 2° 55′ 49″ E / 41.9561052110779°N,2.93036460036234°E                          |                                            |                     | Modifica les dades a Wikidata |
|        | Mas Cebrià            | Quart    | masia            |                                                              | 41° 57′ 17″ N, 2° 56′ 11″ E / 41.9547036548221°N,2.9363871451616°E 257 msnm                  |                                            | Mas Cebrià (Quart)  | Modifica les dades a Wikidata |
|        | Mas Escolà            | Quart    | masia            |                                                              | 41° 57′ 19″ N, 2° 55′ 57″ E / 41.9554040324148°N,2.932621762241°E                            |                                            |                     | Modifica les dades a Wikidata |
|        | Mas Ferriol           | Quart    | masia            |                                                              | 41° 56′ 16″ N, 2° 49′ 59″ E / 41.9378113857793°N,2.83309654114844°E                          |                                            |                     | Modifica les dades a Wikidata |
|        | Mas Gelats            | Quart    | masia            |                                                              | 41° 56′ 56″ N, 2° 53′ 38″ E / 41.948813677818°N,2.8939096198381°E                            |                                            |                     | Modifica les dades a Wikidata |
|        | Mas Jaques            | Quart    | masia            |                                                              | 41° 57′ 21″ N, 2° 55′ 56″ E / 41.9557821448208°N,2.93233177100632°E                          |                                            |                     | Modifica les dades a Wikidata |
|        | Mas Marianic          | Quart    | masia            |                                                              | 41° 56′ 09″ N, 2° 50′ 05″ E / 41.9357330652762°N,2.8346459714537°E                           |                                            |                     | Modifica les dades a Wikidata |
|        | Mas Menut             | Quart    | masia            |                                                              | 41° 56′ 49″ N, 2° 54′ 17″ E / 41.9468459096058°N,2.90476134409848°E                          |                                            |                     | Modifica les dades a Wikidata |
|        | Mas Moliner           | Quart    | masia            |                                                              | 41° 56′ 55″ N, 2° 50′ 08″ E / 41.9486409447145°N,2.83548130033155°E                          |                                            |                     | Modifica les dades a Wikidata |
|        | Mas Montalt           | Quart    | masia            |                                                              | 41° 57′ 37″ N, 2° 53′ 18″ E / 41.9603591556417°N,2.88825738015751°E                          |                                            |                     | Modifica les dades a Wikidata |
|        | Mas Nadal             | Quart    | masia            |                                                              | 41° 57′ 11″ N, 2° 56′ 16″ E / 41.953182329312°N,2.93787276159031°E                           |                                            |                     | Modifica les dades a Wikidata |
|        | Mas Pagès             | Quart    | masia            |                                                              | 41° 56′ 46″ N, 2° 52′ 25″ E / 41.945996285385°N,2.87366025780499°E                           |                                            |                     | Modifica les dades a Wikidata |
|        | Mas Palet             | Quart    | masia            |                                                              | 41° 57′ 09″ N, 2° 55′ 35″ E / 41.9526081612742°N,2.92645909565165°E                          |                                            |                     | Modifica les dades a Wikidata |
|        | Mas Pau               | Quart    | masia            |                                                              | 41° 57′ 17″ N, 2° 56′ 03″ E / 41.954783491528°N,2.9342151523389°E                            |                                            |                     | Modifica les dades a Wikidata |
|        | Mas Pol               | Quart    | masia            |                                                              | 41° 57′ 20″ N, 2° 54′ 01″ E / 41.9555155495693°N,2.90022356684747°E                          |                                            |                     | Modifica les dades a Wikidata |
|        | Mas Preses            | Quart    | masia            |                                                              | 41° 56′ 43″ N, 2° 54′ 09″ E / 41.945249710383°N,2.9023749710761°E                            |                                            |                     | Modifica les dades a Wikidata |
|        | Mas Roure             | Quart    | masia            |                                                              | 41° 56′ 30″ N, 2° 54′ 53″ E / 41.9417648334707°N,2.91460084562309°E                          |                                            |                     | Modifica les dades a Wikidata |
|        | Mas Sàbat             | Quart    | masia            |                                                              | 41° 57′ 12″ N, 2° 55′ 57″ E / 41.9533234770108°N,2.93262395350866°E                          |                                            |                     | Modifica les dades a Wikidata |
|        | el Xòrrec             | Quart    | masia            |                                                              | 41° 56′ 53″ N, 2° 52′ 48″ E / 41.9480746914054°N,2.88005056090609°E                          |                                            |                     | Modifica les dades a Wikidata |
|        | la Casa Nova          | Quart    | masia            |                                                              | 41° 58′ 47″ N, 2° 53′ 55″ E / 41.9797602137197°N,2.89860444068136°E                          |                                            |                     | Modifica les dades a Wikidata |
|        | la Casanova           | Quart    | masia            |                                                              | 41° 56′ 27″ N, 2° 49′ 40″ E / 41.9408839012072°N,2.82781675332673°E                          |                                            |                     | Modifica les dades a Wikidata |
|        | torre Roseta          | Quart    | masia casa forta | Estil: arquitectura gòtica arquitectura popular 14th century | 41° 56′ 17″ N, 2° 49′ 37″ E / 41.937983°N,2.827026°E ca:Carretera C-65, km 27, Quart 96 msnm | bé integrant del patrimoni cultural català | Torre Roseta        | Modifica les dades a Wikidata |

## muntanya
| imatge | Nom                  | Ubicat a                   | instància de | Detalls | coordenades                                                            | Protecció | Commons (més fotos)  | Dades a WD                    |
| ------ | -------------------- | -------------------------- | ------------ | ------- | ---------------------------------------------------------------------- | --------- | -------------------- | ----------------------------- |
|        | Montagut             | Quart                      | muntanya     |         | 41° 56′ 39″ N, 2° 54′ 15″ E / 41.94408333°N,2.90416111°E 400.8 msnm    |           |                      | Modifica les dades a Wikidata |
|        | Montigalar           | Quart                      | muntanya     |         | 41° 57′ 47″ N, 2° 55′ 29″ E / 41.9630547913°N,2.92463692226°E 464 msnm |           |                      | Modifica les dades a Wikidata |
|        | Montigalar Petit     | Quart                      | muntanya     |         | 41° 57′ 36″ N, 2° 55′ 01″ E / 41.96004167°N,2.91690444°E 376.5 msnm    |           |                      | Modifica les dades a Wikidata |
|        | Muntanya dels Àngels | Juià Sant Martí Vell Quart | muntanya     |         | 41° 59′ 05″ N, 2° 54′ 31″ E / 41.9848033724°N,2.90862814766°E 483 msnm |           | Muntanya dels Àngels | Modifica les dades a Wikidata |
|        | Puig d'en Boi        | Quart                      | muntanya     |         | 41° 56′ 55″ N, 2° 56′ 26″ E / 41.94865°N,2.94060278°E 254.4 msnm       |           |                      | Modifica les dades a Wikidata |
|        | Puig d'en Figa       | Quart                      | muntanya     |         | 41° 57′ 28″ N, 2° 54′ 46″ E / 41.9579°N,2.9129°E 352.2 msnm            |           |                      | Modifica les dades a Wikidata |
|        | Puig d'en Roure      | Quart                      | muntanya     |         | 41° 56′ 31″ N, 2° 54′ 43″ E / 41.9419°N,2.91184°E 413.2 msnm           |           |                      | Modifica les dades a Wikidata |
|        | Puig d'en Vinyoles   | Quart                      | muntanya     |         | 41° 57′ 22″ N, 2° 54′ 17″ E / 41.95606944°N,2.90479444°E 442.2 msnm    |           |                      | Modifica les dades a Wikidata |
|        | Puig de Sangrinyol   | Quart                      | muntanya     |         | 41° 56′ 37″ N, 2° 56′ 12″ E / 41.9435°N,2.93679°E 258.2 msnm           |           |                      | Modifica les dades a Wikidata |
|        | Puig de Teu          | Quart                      | muntanya     |         | 41° 56′ 33″ N, 2° 55′ 15″ E / 41.9425°N,2.9207°E 374.9 msnm            |           |                      | Modifica les dades a Wikidata |
|        | Puig del Masmontalt  | Quart                      | muntanya     |         | 41° 57′ 41″ N, 2° 53′ 24″ E / 41.9615°N,2.89004°E 409.3 msnm           |           |                      | Modifica les dades a Wikidata |
|        | Serra del Suro Robat | Quart                      | muntanya     |         | 41° 57′ 49″ N, 2° 56′ 15″ E / 41.9635°N,2.93758°E 393 msnm             |           | Serra del Suro Robat | Modifica les dades a Wikidata |

## nucli de població
| imatge | Nom                 | Ubicat a | instància de      | Detalls | coordenades                                                         | Protecció | Commons (més fotos) | Dades a WD                    |
| ------ | ------------------- | -------- | ----------------- | ------- | ------------------------------------------------------------------- | --------- | ------------------- | ----------------------------- |
|        | Habitatges Barceló  | Quart    | nucli de població |         | 41° 57′ 31″ N, 2° 50′ 36″ E / 41.958662955943°N,2.8432127255588°E   |           |                     | Modifica les dades a Wikidata |
|        | la Colònia Vinyoles | Quart    | nucli de població |         | 41° 57′ 23″ N, 2° 54′ 01″ E / 41.9563891807645°N,2.90019807121359°E |           |                     | Modifica les dades a Wikidata |

## pont
| imatge | Nom              | Ubicat a | instància de | Detalls | coordenades                                                         | Protecció | Commons (més fotos) | Dades a WD                    |
| ------ | ---------------- | -------- | ------------ | ------- | ------------------------------------------------------------------- | --------- | ------------------- | ----------------------------- |
|        | Pont Gros        | Quart    | pont         |         | 41° 58′ 07″ N, 2° 51′ 27″ E / 41.9685121097614°N,2.85741948522972°E |           |                     | Modifica les dades a Wikidata |
|        | Pont de la Teula | Quart    | pont         |         | 41° 57′ 31″ N, 2° 50′ 35″ E / 41.9585949228311°N,2.84300958005457°E |           |                     | Modifica les dades a Wikidata |

## Misc
| imatge | Nom                              | Ubicat a   | instància de           | Detalls                          | coordenades | Protecció                                            | Commons (més fotos)    | Dades a WD                    |
| ------ | -------------------------------- | ---------- | ---------------------- | -------------------------------- | --- | ---------------------------------------------------- | ---------------------- | ----------------------------- |
|        | Castell de Palol d'Onyar         | Quart      | castell                | Estil: arquitectura popular      | 41° 57′ 23″ N, 2° 51′ 02″ E / 41.95638889°N,2.85055556°E 123 msnm                                                              | bé d'interès cultural bé cultural d'interès nacional | Castell de Palol       | Modifica les dades a Wikidata |
|        | Estació de Quart                 | Quart      | estació de ferrocarril | Estil: arquitectura eclèctica    | 41° 56′ 18″ N, 2° 50′ 21″ E / 41.938252777778°N,2.8393°E 94 msnm                                                               | bé integrant del patrimoni cultural català           | Estació de Quart       | Modifica les dades a Wikidata |
|        | Farinera de la Creueta           | Quart      | edifici                | Estil: arquitectura popular 1769 | 41° 57′ 53″ N, 2° 50′ 22″ E / 41.964733°N,2.839559°E ca:La Creueta, 1, Quart 77 msnm                                           | bé integrant del patrimoni cultural català           | Farinera de la Creueta | Modifica les dades a Wikidata |
|        | Hort del Mas Escolà              | Quart      | indret                 |                                  | 41° 57′ 16″ N, 2° 56′ 12″ E / 41.9544605798137°N,2.93658044486765°E                                                            |                                                      |                        | Modifica les dades a Wikidata |
|        | Molí d'en Rigau                  | Quart      | molí d'aigua           | Estil: arquitectura popular      | | bé integrant del patrimoni cultural català           |                        | Modifica les dades a Wikidata |
|        | Montigala                        | Quart      | vèrtex geodèsic        | Alt: 1.2m                        | 41° 57′ 47″ N, 2° 55′ 29″ E / 41.96302°N,2.924652°E 465.921 msnm                                                               |                                                      |                        | Modifica les dades a Wikidata |
|        | Poblat ibèric de la Creueta      | Quart      | poblat ibèric          |                                  | 41° 57′ 50″ N, 2° 50′ 11″ E / 41.963874°N,2.836433°E ca:Al costat del riu Onyar i de dos turons més (Montilivi i Puig Llebrer) | bé cultural d'interès local                          |                        | Modifica les dades a Wikidata |
|        | Polígon industrial Pla de l'Illa | Quart      | polígon industrial     |                                  | 41° 57′ 14″ N, 2° 50′ 29″ E / 41.953873337525°N,2.84151291599183°E                                                             |                                                      |                        | Modifica les dades a Wikidata |
|        | Rectoria de Palol                | Quart      | rectoria               |                                  | 41° 57′ 19″ N, 2° 51′ 02″ E / 41.9552005472802°N,2.85063172085808°E                                                            |                                                      |                        | Modifica les dades a Wikidata |
|        | Serra de Bancells                | Quart      | serra                  |                                  | 41° 56′ 32″ N, 2° 56′ 03″ E / 41.94229722°N,2.93415083°E 258.2 msnm                                                            |                                                      |                        | Modifica les dades a Wikidata |
|        | Terrera d'en Ginesta             | Quart      | pedrera                |                                  | 41° 55′ 50″ N, 2° 50′ 46″ E / 41.9305160303821°N,2.84608178745001°E                                                            |                                                      |                        | Modifica les dades a Wikidata |
|        | casa consistorial de Quart       | Quart      | casa consistorial      |                                  | 41° 56′ 24″ N, 2° 50′ 23″ E / 41.9399554°N,2.8398493°E                                                                         |                                                      |                        | Modifica les dades a Wikidata |
|        | creu de la Creueta               | la Creueta | creu de terme          | Estil: arquitectura popular      | 41° 57′ 59″ N, 2° 50′ 22″ E / 41.9663708°N,2.8394984°E                                                                         |                                                      | Creu de la Creueta     | Modifica les dades a Wikidata |
|        | font de la Núvia                 | Quart      | font                   |                                  | 41° 58′ 11″ N, 2° 52′ 38″ E / 41.9696428465778°N,2.87724630917887°E                                                            |                                                      |                        | Modifica les dades a Wikidata |
|        | la Creu                          | Quart      | creu monumental        |                                  | 41° 57′ 13″ N, 2° 54′ 13″ E / 41.9535100472603°N,2.90373788457429°E                                                            |                                                      |                        | Modifica les dades a Wikidata |
|        | puig d'en Rovira                 | Quart      | menhir                 |                                  | 41° 57′ 41″ N, 2° 50′ 05″ E / 41.961353092244°N,2.8347590168694°E                                                              |                                                      |                        | Modifica les dades a Wikidata |